# Härjedalspipan
Härjdedalspipan är ett musikalbum med Ale Möller, Mats Berglund, Greger Brändström och Lasse Sörlin, utgivet 1996 av Drone Music. Albumet var ett projekt att väcka liv i härjedalspipan som Ale Möller och Mats Berglund var ledare för. Då var det även väldigt få personer som visste att instrumentet existerade. På skivan återges även arkivmaterial med flöjtspelmannen Olof Jönsson, Ol'Jansa från Överberg.

## Låtlista
Alla låtar är traditionella.

### Ale Möller, Mats Berglund, Greger Brändström & Lasse Sörlin
1. "Vallåt efter "Sigri Mårsa", Stenåsen, Lillhärdal" – 0:56
2. "Hia-hia svärmor, polska efter Pål Modig, Överberg" – 1:52
3. "Ringländer-Halling efter Christoffer Tholsson, Glissjöberg" – 1:45
4. "Begåvningsmarsch från Funäsdalen" – 1:48
5. "Funäsdalingen, polska efter Salomon Högen, Tännäs" – 1:59
6. "Myrslåttern, marsch och polska efter Olof Jönsson" – 2:21
7. "Vallåtspolska efter Simon Svensson, Älvros" – 2:45
8. "Ingebrikt-polskan efter Paul Mann, Hede" –2:09
9. "Kaffetåren, vispolska efter Olof Jönsson" – 1:23
10. "Djävulspolskan efter Olof Löfgren, Sveg" – 2:26
11. "Viseslag / Lomjansvals" – 3:31
12. "Vals från Funäsdalen" – 1:57
13. "Grannlåten, polska efter Per Myhr, Glöte" – 1:58
14. "Polska efter Christoffer Tholsson, Glissjöberg" – 1:22
15. "Brudlåt efter Simon Svensson, Älvros" – 1:44
16. "Mitt vackra barn, visa efter Olof Jönsson" – 1:31
17. "Tedörn, polska efter Olof Andersson, Glöte" – 2:27
18. "Egna brudmarschen" – 2:18
19. "Polska efter farbrodern" – 1:19
20. "Polska efter Tage Magnusson" – 1:31
21. "Andelig visa efter Olof Jönsson" – 2:47
22. "Vismelodi på två spelpipor" – 1:22

### Arkivmaterial med Olof Jönsson, Överberg
1. "Myrslåtterpolska" – 0:41
2. "Polska" (inspelad av Bertil Risberg 1951) – 0:44
3. "Visa - "Mitt glas mitt glas utrunnit har..." – 0:50
4. "Intervju" (Lars Madsén & Olof Jönsson) – 1:46
5. "Brudmarsch" – 1:00

Total tid: 42:12
- Arrangemang:
- Ale Möller (1, 14, 19, 23)
- Ale Möller & Greger Brändström (7)
- Ale Möller & Mats Berglund (6, 9, 21)
- Ale Möller, Mats Berglund & Lasse Sörlin (2, 11, 16, 18)
- Ale Möller, Greger Brändström & Lasse Sörlin (3, 4, 5, 8, 10, 12, 13, 15, 17, 20)

## Medverkande
- Ale Möller — härjedalspipa
- Mats Berglund — fiol
- Greger Brändström — fiol
- Lasse Sörlin — fiol, cittra
- Olof Jönsson — härjdedalspipa (23-27)